# Vietnam Open 2008
Die Vietnam Open 2008 im Badminton fanden vom 2. bis 7. Dezember 2008 in Ho-Chi-Minh-Stadt statt.

## Austragungsort
- Phan Dinh Phung Stadium, Ho-Chi-Minh-Stadt

## Sieger und Platzierte
| Disziplin    | Gold                               | Silber                                | Bronze                                 |
| ------------ | ---------------------------------- | ------------------------------------- | -------------------------------------- |
| Herreneinzel | Nguyễn Tiến Minh                   | Chan Yan Kit                          | Andre Kurniawan Tedjono                |
| Herreneinzel | Nguyễn Tiến Minh                   | Chan Yan Kit                          | Ari Yuli Wahyu Hartanto                |
| Dameneinzel  | Xing Aiying                        | Zhang Beiwen                          | Phùng Nguyễn Phương Nhi                |
| Dameneinzel  | Xing Aiying                        | Zhang Beiwen                          | Fu Mingtian                            |
| Herrendoppel | Choong Tan Fook Lee Wan Wah        | Fran Kurniawan Rendra Wijaya          | Hendri Kurniawan Saputra Hendra Wijaya |
| Herrendoppel | Choong Tan Fook Lee Wan Wah        | Fran Kurniawan Rendra Wijaya          | Wifqi Windarto Afiat Yuris Wirawan     |
| Damendoppel  | Shinta Mulia Sari Yao Lei          | Shendy Puspa Irawati Meiliana Jauhari | Liu Fan Frances Vanessa Neo Yu Yan     |
| Damendoppel  | Shinta Mulia Sari Yao Lei          | Shendy Puspa Irawati Meiliana Jauhari | Lim Yin Loo Marylen Ng Poau Leng       |
| Mixed        | Tontowi Ahmad Shendy Puspa Irawati | Ricky Widianto Vanessa Neo Yu Yan     | Yohan Hadikusumo Wiratama Chau Hoi Wah |
| Mixed        | Tontowi Ahmad Shendy Puspa Irawati | Ricky Widianto Vanessa Neo Yu Yan     | Wong Wai Hong Mong Kwan Yi             |

## Finalergebnisse
| Disziplin    | Sieger                                | Finalist                          | Ergebnis            |
| ------------ | ------------------------------------- | --------------------------------- | ------------------- |
| Herreneinzel | Nguyễn Tiến Minh                      | Chan Yan Kit                      | 24–22, 21–18        |
| Dameneinzel  | Zhang Beiwen                          | Xing Aiying                       | 11–21, 21–19, 22–20 |
| Herrendoppel | Choong Tan Fook Lee Wan Wah           | Fran Kurniawan Rendra Wijaya      | 21–14, 21–10        |
| Damendoppel  | Shendy Puspa Irawati Meiliana Jauhari | Shinta Mulia Sari Yao Lei         | 21–16, 19–21, 21–11 |
| Mixed        | Tontowi Ahmad Shendy Puspa Irawati    | Ricky Widianto Vanessa Neo Yu Yan | 21–17, 21–9         |